# Дьяконов, Игорь Дмитриевич
И́горь Дми́триевич Дья́конов (7 ноября 1950, Буэнос-Айрес — 11 ноября 2005, Москва) — российский дипломат. Чрезвычайный и полномочный посланник 1 класса (5 марта 2005).

## Образование
Окончил Московский государственный институт международных отношений (МГИМО) МИД СССР в 1972 году. Владел испанским, английским и португальским языками.

## Дипломатическая служба
В системе МИД с 1972 года. Работал на различных дипломатических должностях в центральном аппарате Министерства и за рубежом.
- В 1972—1974 годах — дежурный референт Посольства СССР в Республике Экваториальная Гвинея.
- В 1974—1976 годах — атташе того же Посольства.
- В 1976—1978 годах — атташе 3-го Африканского отдела МИД СССР.
- В 1978—1981 годах — третий секретарь того же отдела.
- В 1981—1986 годах — второй секретарь Посольства СССР в Республике Сан-Томе и Принсипи.
- В 1986—1987 годах — второй секретарь 3-го Африканского отдела МИД СССР.
- В 1987—1988 годах — первый секретарь того же отдела.
- В 1988—1992 годах — первый секретарь Посольства СССР (затем Российской Федерации) в Республике Перу.
- В 1992—1993 годах — советник того же Посольства.
- В 1993—1994 годах — советник Латиноамериканского департамента МИД Российской Федерации.
- В 1994—1995 годах — старший советник того же департамента.
- В 1995—1996 годах — заведующий отделом того же департамента.
- В 1996—1999 годах — советник-посланник Посольства Российской Федерации в Республике Никарагуа.
- В 1999—1999 годах — и. о. заместителя директора Латиноамериканского департамента МИД Российской Федерации.
- В 1999—2002 годах — заместитель директора того же департамента.
- С 15 января 2002 по 10 октября 2005 года — чрезвычайный и полномочный посол Российской Федерации в Республике Никарагуа[1][2].
- С 4 февраля 2002 по 10 октября 2005 года — чрезвычайный и полномочный посол Российской Федерации в Гондурасе и Сальвадоре по совместительству[3][4][2].

## Дипломатический ранг
- Чрезвычайный и полномочный посланник 2 класса (8 мая 1997)[5].
- Чрезвычайный и полномочный посланник 1 класса (5 марта 2005)[6].

## Награды и звания
- Медаль «В память 850-летия Москвы» (1997)
- Нагрудный юбилейный знак «Министерство иностранных дел Российской Федерации. 200 лет» (2002)
- Медаль Министерства обороны Российской Федерации «За укрепление боевого содружества» (2004)
- Памятная медаль «XXV годовщина Армии Никарагуа» (Medalla conmemorativa XXV aniversario del Ejército de Nicaragua), Республика Никарагуа (2005)
- Орден «Хосе Т. де Марколета» (Orden José T. de Marcoleta), Республика Никарагуа (2005)
- Почётный работник Министерства иностранных дел Российской Федерации (2005)

## Семья
Отец — Дьяконов Дмитрий Алексеевич (1917—1987), мать — Дьяконова Вероника Александровна.
Жена — Дьяконова Наталия Павловна, сын — Дьяконов Олег Игоревич.